# 寒の戻り
寒の戻り（かんのもどり）とは、暖かくなった晩春の頃、一時的ながら異常に寒くなり、寒さがぶり返す現象のこと。類義語に花冷えや余寒（春寒）があるが、前者は一般に桜の花の咲く頃の寒さを示し、後者は寒が明けた立春以降の寒さを示す。
寒の戻りと関連の深い擾乱（）に日本海低気圧がある。4月後半から5月頃にかけて吹き荒れるメイストームは日本海低気圧の通過に伴うものだが、「寒の戻り」はその後面（一般に寒冷前線の後方を示す）に控える大陸の寒気の通過によってもたらされる場合が多い。